# Giuseppe Candela
Giuseppe Candela (Messina, 22 gennaio 1894 – 20 gennaio 1951) è stato un avvocato e politico italiano.